# Видяшев, Николай Тимофеевич
Никола́й Тимофе́евич Видя́шев (1903—1940) — участник советско-финской войны, командир 257-го стрелкового полка 7-й стрелковой дивизии 7-й армии Северо-Западного фронта, капитан. Герой Советского Союза.

## Биография
Родился 15 декабря 1903 года в городе Уральске (казахское название — Орал), ныне — административный центр Западно-Казахстанской области Казахстана, в семье рабочего. Русский.
Окончил 2 класса городского училища.
В гражданскую войну участвовал в партизанской борьбе, с января 1919 года в Красной Армии. Служил в 25-й дивизии имени В. И. Чапаева. В 1921 году окончил курсы командного состава, в 1924 году — Иркутскую пехотную школу, а в 1937 году — курсы «Выстрел». Член ВКП(б) с 1926 года.
В советско-финской войне 1939—1940 годов капитан Николай Видяшев командовал 257-м стрелковым полком (7-я стрелковая дивизия, 7-я армия, Северо-Западный фронт). В боях в феврале — марте 1940 года командир полка Н. Т. Видящев проявил мужество и героизм, управляя подразделениями. Вверенный ему стрелковый полк успешно прорвал оборону противника на выборгском направлении и в ночь на 3 марта 1940 захватил важный опорный пункт, а затем отразил четыре вражеские контратаки.
Погиб 11 марта 1940 года в бою за предместье Кангасранта города Выборга (ныне часть Центрального района города).
Похоронен в братской могиле (№ 36) в городе Выборге Ленинградской области.

## Награды
- Указом Президиума Верховного Совета СССР от 21 марта 1940 года «за образцовое выполнение боевых заданий командования на фронте борьбы с финской белогвардейщиной и проявленные при этом отвагу и геройство» капитану Видяшеву Николаю Тимофеевичу посмертно присвоено звание Героя Советского Союза.
- Награждён орденом Ленина.

## Память
- Имя Н. Т. Видяшева выбито на надгробии братской могилы в Выборге.